# 井上清直
井上 清直（いのうえ きよなお、文化6年（1809年） - 慶応3年12月25日（1868年1月19日））は、幕末の江戸幕府御家人（後に旗本）。
内藤歳由の三男、母は高橋誠種の娘。家禄現米80石の幕府御家人・井上新右衛門の養子。同じく旗本の川路聖謨は実兄。江戸幕府最後の西国郡代の窪田鎮勝（蒲池鎮克）は従弟。幼名は松吉。通称は新右衛門、官位は信濃守。

## 生涯
天保13年（1842年）に寺社奉行吟味役、弘化4年（1847年）に勘定組頭格（この時点で御家人より旗本へ昇格）を歴任する。
安政2年（1855年）、老中・阿部正弘の信任を得て下田奉行に就任。家禄200俵高に家格上昇。翌年にアメリカ総領事・ハリスが下田に来航すると応接を担当し、ハリスの将軍・徳川家定への謁見や日米修好通商条約討議に奔走する。安政5年（1858年）に岩瀬忠震と共に幕府交渉役として日米修好通商条約に調印し、間もなく外国奉行を兼任してロシア・フランス・イギリスとも通商条約を締結した。安政6年（1859年）、将軍継嗣問題で一橋派に属していたため、南紀派の大老・井伊直弼によって一時小普請奉行に左遷されるも、間もなく軍艦奉行となり、海軍拡張に尽力した。
文久2年（1862年）、南町奉行に就任するが、翌文久3年（1863年）に水野忠徳と共に小笠原長行の率兵上京に従ったために免職となる。元治元年（1864年）に3度目の外国奉行となり、勘定奉行公事方に転任。慶応2年（1866年）に関東郡代となり、同年に北町奉行に転任して混乱する江戸の収拾に努めるなどした。翌慶応3年12月25日（1868年1月19日）、現職のまま死去。享年60。墓所は東京都新宿区の宗柏寺。